# Тутуров, Фома
Тутуров Фома (род. 1981) — российский художник-неосюрреалист, дизайнер.

## Биография
Опыт работы художником в двух театрах, кукольном и драматическом, пригодился Фоме Тутурову в поисках собственного псевдосюрреалистического стиля, в котором и выполнены его работы.
Представлял публике и ценителям свои картины на выставках в Санкт-Петербурге и Москве, в том числе проводилась персональная выставка в галерее «Март»(2010), где были выставлены не только картины, но и графика. Также участвовал в проекте «Мона Лиза 2012», заполнив свой участок составной картины наравне с другими художниками.

## Творчество
На творчество художника повлияли работы ранних сюрреалистов, а также HR Giger и GG Allin в разной мере. Согласно оценкам искусствоведов — Фома Тутуров работает в стилях неосюрреализм и постэкспрессионизм, часто смешивая их вместе. Художник использует отцентрированные по центру композиции переднеплановые акценты, привлекая к ним внимание зрителя. Второстепенные детали, как правило, не прорисованы или вовсе размыты.
Картины раннего периода, до 2007 года, были выставлены один раз и забыты художником, по его словам, в мичуринской галерее. Поэтому экспертную оценку принято производить начиная от картин 2008 года по настоящее время. После 2010 года к творчеству Фомы Тутурова проявили интерес московские галереи, в коллекции которых и находится большая часть картин «позднего периода».